# بانک هنگ‌کنگ و شانگهای
بانک هنگ کنگ، شانگهای معروف به HSBC بانکی برای اقتصاد جهانی طراحی شده به سبک های تک توسط معمارمعروف بریتانیا نورمن فاستر می‌باشد. ارتفاع ساختمان ۱۸۰ متر از روی زمین به اضافه چهار طبقه زیرزمین ودرکل ۴۷ طبقه که دارای پلانی مستطیلی در حدود ۵۴*۷۰ متر می‌باشد. این ساختمان به مدت ۶ سال (۱۹۷۹-۱۹۸۵)باهزینه ۶۷۰ میلیون دلار بطول انجامید. این بنا جایگزین ساختمان قدیمی بانک هنکنگ و شانگهایی شده‌است (از معدود پروژه‌هایی که ۱ ساختمان خوب جایگزین ساختمان‌های فر توت شده‌است). آتریم میانی بانک ۵۲ متر ارتفاع دارد. معمار این ساختمان برخلاف ساختارهای مرسوم برای ساختمان‌های بلند که همواره از هسته‌های مرکزی برای شکل‌دهی به کل فضاها استفاده می‌شد، توانسته است با بکارگیری دکل‌های مرکبی ساختارهای باربر داخلی را حذف و فضاهایی یکپارچه با پلانهایی باز به وجود آورد.
کف طبقات از بتن درجا و سبک ساخته شده و به سبک پل‌های معلق و از طریق ساختارهای فولادی ثانویه به دکل‌های اصلی اتصال پیدا کرده و بار خود را به آن‌ها منتقل می‌کنند. همه شبکه‌های ارتباطی، ترمینال‌های کامپیوتری و تهویه مطبوع برای دسترسی آسان در زیر این طبقات قرار گرفته‌اند. از معدود ساختمان‌هایی است که برای حمل و جابجایی افراد به طبقات مختلف از آسانسورها به عنوان سرویس اساسی استفاده نکرده‌است، بلکه آسانسورها در طبقات محدودی توقف می‌کنند و ارتباط طبقات از طریق پله‌های برقی امکان‌پذیر است.

## بررسی سبک پروژه
معماری تکنولوژی برتر، به گونه‌ای پاسخی به گسترش سرخوردگی معماری مدرن است. سبک‌های تک در سال ۱۹۷۱ با ساختمان پمپیدو شروع شد.

### هدف سبک پروژه
معماری با استفاده از تکنولوژی برتر یک زیبایی جدید را در برابر معماری مدرن استاندارد ایجاد کرد.
جنبه دیگر از اهداف معماری با تکنولوژی برتر این بود که افکار و عقاید نوینی را در مورد قدرت تکنولوژی برای توسعه و پیشرفت جهان ارائه دهد. لذا داکت‌ها، لوله‌ها و اجزاء تأسیساتی ساختمان و به عنوان راه پله‌ها از بدنه اصلی ساختمان جدا می‌شوند. حسن این کار ـ بنا به نظر معماران‌های ـ تک سهولت تعمیر و نگهداری ساختمان است.

#### بررسی پروژه از لحاظ معماری پایدار
توجه به سازه ساختمان که به صورت کاملاً نمایان و با شکل‌ها و فریم‌هایی خاص طراحی شده. که هدف توجه به اصول تعمیر و نگهداری بوده‌است.
به دلیل کمبود آب سالم آب در یا به عنوان نخستین سردکننده در سیستم تهویه مطبوع بانک هنگکنگ و شانگهای و همچنین سیستم شستشو و تخلیه توالتها به کار گرفته شده‌است البته در بیشتر ساختمان‌های پراهمیت همجوار دریا از همین شیوه استفاده می‌شود.
در این ساختمان برای روشن کردن فضای مرکزی از آینه‌های خورشیدی که حرکت‌های خورشید را در طول سال دنبال می‌کنند استفاده شده‌است.
نمای بیرونی به عنوان یک جداره ثانویه باعث می‌شود تا سایه‌هایی در طول روز بر روی بنای اصلی ساختمان به وجود آید که به نوبه خود موجب خنک‌تر ماندن بنا و در نتیجه مصرف کمتر انرژی می‌شود.
طراحی و فنگ شویی
گفته می‌شود که در طراحی ساختمان HSBC در هنگ کنگ، که توسط نورمن فاستر انجام شده‌است، ملاحظاتی بر اساس اصول فنگ شویی در نظر گرفته شده‌اند. بر اساس برخی گزارش‌ها، ویژگی‌هایی از جمله موارد زیر ممکن است در جهت انطباق با این اصول طراحی شده باشند:
- ایجاد گذرگاهی باز به‌جای طبقه همکف بسته، برای تسهیل جریان انرژی؛
- قرارگیری پله‌های برقی با زاویه‌ای نسبت به ورودی ساختمان؛
- نصب دو مجسمه شیر برنزی در ورودی، که در فرهنگ چینی نماد محافظت و ثروت هستند.